# Landover Hills
Landover Hills es un pueblo ubicado en el condado de Prince George en el estado estadounidense de Maryland. En el Censo de 2010 tenía una población de 1.687 habitantes y una densidad poblacional de 2.185,75 personas por km².

## Geografía
Landover Hills se encuentra ubicado en las coordenadas 38°56′34″N 76°53′32″O / 38.94278, -76.89222. Según la Oficina del Censo de los Estados Unidos, Landover Hills tiene una superficie total de 0.77 km², de la cual 0.77 km² corresponden a tierra firme y (0%) 0 km² es agua.

## Demografía
Según el censo de 2010, había 1.687 personas residiendo en Landover Hills. La densidad de población era de 2.185,75 hab./km². De los 1.687 habitantes, Landover Hills estaba compuesto por el 22.11% blancos, el 43.27% eran afroamericanos, el 1.42% eran amerindios, el 1.42% eran asiáticos, el 0% eran isleños del Pacífico, el 27.39% eran de otras razas y el 4.39% pertenecían a dos o más razas. Del total de la población el 40.84% eran hispanos o latinos de cualquier raza.